# ZERI
L'organització ZERI (Investigació i Iniciatives d'Emissions Zero) és una organització la finalitat de la qual és l'emissió zero.
És una xarxa global de ments creatives, buscant solucions dels problemes cada vegada més creixents del món. Els membres prenen desafiaments, altra voluntat considera impossible o massa complex. Començant d'idees, basades en la ciència, la visió comuna compartida per tots i cada un dels membres de la xarxa de ZERI han de buscar solucions sostenibles per a la societat. Solucions innovadores constantment són dissenyades pels equips de ZERI dibuixats de moltes condicions socials i mestratge.
Va ser fundada el 6 d'abril de 1994 pel físic Gunter Pauli i el professor Heitor Gurgulino de Souza.